# Emma (série télévisée, 1972)
Pour les articles homonymes, voir Emma.
Emma est une série télévisée en six épisodes produite pour la BBC en 1972, adaptée du roman éponyme de Jane Austen publié en 1815. 
Après une première adaptation en 1960 (6 épisodes de 30 min, en noir et blanc et en direct) cette seconde adaptation de 240 min, en couleurs, fait revivre ce que la plupart des spécialistes de Jane Austen considèrent comme son meilleur roman, et son personnage central, Emma Woodhouse, à la fois attachante et irritante, dont elle avait écrit « en dehors de moi, personne ne l'aimera vraiment » (« no one but myself will much like [her] »).

## Résumé
Emma Woodhouse, « belle, intelligente et riche » (« handsome, clever and rich ») a vingt-et-un ans. Elle habite la belle demeure de Hartfield, près de la petite ville de Highbury, avec son père âgé, hypocondriaque et veuf. Pleine d’assurance, elle est satisfaite de vivre en toute indépendance, sans aucun souci financier et entourée d’amis fidèles. Le mariage de son ancienne gouvernante avec un veuf, Mr Weston, la ramène à sa solitude et, pour se distraire, elle décide de s’occuper du mariage des autres. Elle est en effet persuadée d’être à l'origine du mariage de Miss Taylor, et d'avoir des talents d’entremetteuse. Aussi entreprend-elle maintenant de marier sa nouvelle protégée, Harriet Smith. Mais son ami Mr Knightley, qui la connait depuis qu'elle est enfant, joue auprès d'elle la voix de la raison, parfois amusé par sa lubie, parfois en colère lorsqu'elle veut avoir raison à tout prix.

## Fiche technique
- Titre original : Emma
- Réalisation : John Glenister
- Montage : Clare Douglas
- Chorégraphie : Geraldine Stephenson
- Costumes : Joan Ellacott
- Producteur : Martin Lisemore

## Distribution
- Doran Godwin : Emma Woodhouse
- John Carson :  Mr Knightley
- Donald Eccles : Mr Woodhouse
- Constance Chapman : Miss Bates
- Robert East : Frank Churchill
- Ania Marson : Jane Fairfax
- Ellen Dryden : Mrs Weston
- Raymond Adamson : Mr Weston
- Fiona Walker : Mrs Elton
- Timothy Peters : Mr Elton
- Debbie Bowen : Harriet Smith
- John Alkin : Robert Martin
- Mary Holder : Mrs Bates
- Vivienne Moore : Williams
- Amber Thomas : Patty
- Hilda Fenemore : Mrs Cole
- Norman Atkyns : boutiquier
- Meg Cleed : Isabella Knightley
- John Kelland : John Knightley
- The Tighe Family : les enfants Knightley
- Mollie Sugden : Mrs Goddard
- Lala Lloyd : Mrs Ford
- Marian Tanner : Betty Bickerton
- Sam Williams : garçon gitan
- Tom McCall, David Butt, Christopher Green : musiciens